# Discografia de Angra
A discografia de Angra, uma banda brasileira de power metal, contém 10 álbuns de estúdio, 4 álbuns ao vivo, 2 álbuns de compilação, 4 álbuns de vídeo, 7 extended plays (EPs), 10 singles e 19 videoclipes.

## Álbuns

### Álbuns de estúdio
| Ano  | Álbum                                                                                  | Detalhes do Álbum                                                                                           | Melhores posições | Melhores posições | Melhores posições | Melhores posições | Melhores posições | Vendas        | Certificações              |
| Ano  | Álbum                                                                                  | Detalhes do Álbum                                                                                           | BRA               | JAP               | JAP Int           | FRA               | ITA               | Vendas        | Certificações              |
| ---- | -------------------------------------------------------------------------------------- | --- | ----------------- | ----------------- | ----------------- | ----------------- | ----------------- | ------------- | -------------------------- |
| 1993 | Angels Cry                                                                             | - Lançamento: 3 de Novembro de 1993 - Gravadora: Eldorado - Formatos: CD, Download digital                  | —                 | 17                | 3                 | —                 | —                 | - : 900.000   | - : Ouro                   |
| 1996 | Holy Land                                                                              | - Lançamento: 23 de Março de 1996 - Gravadora: Eldorado - Formatos: CD, Download digital                    | —                 | 17                | —                 | —                 | —                 | - : 800.0000  | - : Ouro                   |
| 1998 | Fireworks                                                                              | - Lançamento: 14 de Julho de 1998 - Gravadora: Paradoxx Music - Formatos: CD, Download digital              | —                 | 15                | —                 | 41                | —                 | - : 700.000   | - : Ouro                   |
| 2001 | Rebirth                                                                                | - Lançamento: 13 de Novembro de 2001 - Gravadora: Paradoxx - Formatos: CD, Download digital                 | —                 | 18                | —                 | 74                | 100               | - : 1.200.000 | - : Ouro - : Ouro - : Ouro |
| 2004 | Temple of Shadows                                                                      | - Lançamento: 6 de Setembro de 2004 - Gravadora: Paradoxx - Formatos: CD, Download digital                  | 10                | 22                | 6                 | 110               | —                 | - : 800.000   | - : Ouro - : Ouro          |
| 2006 | Aurora Consurgens                                                                      | - Lançamento: 23 de Outubro de 2006 - Gravadora: Paradoxx - Formatos: CD, Download digital                  | 14                | 17                | 5                 | 154               | —                 | - : 450.000   | - : Ouro                   |
| 2010 | Aqua                                                                                   | - Lançamento: 11 de Agosto de 2010 - Gravadora: JVC/Victor Entertainment - Formatos: CD, Download digital   | 11                | 22                | —                 | 147               | —                 | - : 50.000    |                            |
| 2014 | Secret Garden                                                                          | - Lançamento: 17 de dezembro de 2014 - Gravadora: JVC/Victor Entertainment - Formatos: CD, Download digital | —                 | 20                | —                 | 174               | —                 |               |                            |
| 2018 | Ømni                                                                                   | - Lançamento: 16 de fevereiro de 2018 - Gravadora: Shinigami Records - Formatos: CD, Download digital       | —                 | 42                | —                 | 166               | —                 |               |                            |
| 2023 | Cycles of Pain                                                                         | - Lançamento: 3 de novembro de 2023 - Gravadora: Atomic Fire Records - Formatos: CD, Download digital       | —                 | —                 | —                 | —                 | —                 |               |                            |
|      | "—" indica uma obra que não entrou na tabela musical ou não foi lançada no território. | |                   |                   |                   |                   |                   |               |                            |

### Álbuns ao vivo
| Ano  | Álbum                                 | Detalhes do álbum                                                                                        | Posições |
| Ano  | Álbum                                 | Detalhes do álbum                                                                                        | JAP      |
| ---- | ------------------------------------- | --- | -------- |
| 2003 | Rebirth World Tour: Live in São Paulo | - Lançamento: 2 de julho de 2003 - Gravadora: Paradoxx Music - Formatos: VHS, DVD                        | 78       |
| 2013 | Angels Cry 20th Anniversary Tour      | - Lançamento: 1 de novembro de 2013 - Gravadora: Substancial Music - Formatos: CD, DVD, download digital | 209      |
| 2021 | ØMNI Live                             | - Lançamento: 1 de fevereiro de 2021 - Gravadora: Voice Music - Formatos: 2×CD, DVD, download digital    |          |
| 2024 | Acoustic - Live at Opera de Arame     | - Lançamento: 11 de outubro de 2024 - Gravadora: Voice Music - Formatos: 2×CD, DVD, download digital     |          |

### Coletâneas
| Ano  | Detalhes do álbum                                           | Posições |
| Ano  | Detalhes do álbum                                           | JAP      |
| ---- | ----------------------------------------------------------- | -------- |
| 2012 | Best Reached Horizons - Lançamento: 24 de Outubro de 2012   | 90       |
| 2018 | On the Backs of Angels - Lançamento: 24 de Outubro de 2018< | -        |

### EPs
| Ano  | Detalhes do Extended play                                                      | Posições |
| Ano  | Detalhes do Extended play                                                      | JAP      |
| ---- | ------------------------------------------------------------------------------ | -------- |
| 1994 | Evil Warning - Lançamento: 1994 - Gravadora: Victor                            | —        |
| 1996 | Live Acoustic At FNAC - Lançamento: 1996 - Gravadora: Lookout! Records         | —        |
| 1996 | Freedom Call - Lançamento: Dezembro de 1996 - Gravadora: Limb Music/Rising Sun | —        |
| 1997 | Holy Live - Lançamento: 25 de Abril de 1997 - Gravadora: Victor                | 87       |
| 1998 | Acoustic...and More - Lançamento: Dezembro de 1998 - Gravadora: Paradoxx       | —        |
| 2002 | Hunters and Prey - Lançamento: 24 de Junho de 2002 - Gravadora: Paradoxx       | 85       |
| 2023 | Angra Ilumina Sonastério - Lançamento: 2023 - Gravadora: Sonastério            | —        |

### Demos
| Ano  | Título            |
| ---- | ----------------- |
| 1992 | Reaching Horizons |
| 1995 | Eyes of Christ    |
| 2004 | 5th Album Demos   |

## Singles

### CDsingleseairplays
| Ano  | Single         | Posições           | Álbum     |
| Ano  | Single         | BRA: TOP 100 Rádio | Álbum     |
| ---- | -------------- | ------------------ | --------- |
| 1996 | "Make Believe" | —                  | Holy Land |
| 1998 | "Lisbon"       | —                  | Fireworks |
| 1998 | "Rainy Nights" | —                  | Fireworks |
| 2001 | "Acid Rain"    | —                  | Rebirth   |

### Singlesvirtuais
- "The Course of Nature" (2006) (álbum: Aurora Consurgens)
- "Arising Thunder" (2010) (álbum: Aqua)
- "Newborn Me" (2014) (álbum: Secret Garden)
- "Travelers of Time" (2017) (álbum: Ømni)
- "War Horns" (2018) (álbum: Ømni)
- "Insania" (2018) (álbum: Ømni)

## Boxes
| Ano  | Título         |
| ---- | -------------- |
| 1998 | The Holy Box   |
| 2004 | Ark of Shadows |

## Videografia

### Videoclipes
| Ano  | Título                                                | Diretor         |
| ---- | ----------------------------------------------------- | --------------- |
| 1994 | "Carry On"                                            |                 |
| 1994 | "Time"                                                |                 |
| 1996 | "Make Believe"                                        | Kiko Araújo     |
| 2002 | "Rebirth"                                             |                 |
| 2002 | "Pra Frente Brasil"                                   |                 |
| 2004 | "Wishing Well"                                        | Lecuk Ishida    |
| 2006 | "The Course of Nature"                                | Carina Zaratin  |
| 2010 | "Lease of Life"                                       | Ricardo Guidara |
| 2013 | "Stand Away ft. Tarja Turunen"                        | Drico Mello     |
| 2014 | "Storm Of Emotions"                                   | Drico Mello     |
| 2015 | "Final Light"                                         | Drico Mello     |
| 2015 | "Black Hearted Soul"                                  | Drico Mello     |
| 2016 | "Silent Call"                                         |                 |
| 2016 | "Synchronicity II" (cover de The Police)              |                 |
| 2018 | "War Horns"                                           |                 |
| 2018 | "Insania"                                             |                 |
| 2018 | "Black Widow's Web" (part. Sandy e Alissa White-Gluz) |                 |
| 2018 | "Light of Transcendence"                              |                 |
| 2019 | "Magic Mirror"                                        |                 |

## Outras aparições
| Ano  | Canção                               | Álbum                                              |
| ---- | ------------------------------------ | -------------------------------------------------- |
| 1994 | "Stand Away"                         | Pure Metal vol. 2                                  |
| 1994 | "Angels Cry"                         | Pure Metal vol.3                                   |
| 1994 | "Time"                               | Time for a Cut                                     |
| 1994 | "Time"                               | C'est Noël Avant l'Heure                           |
| 1995 | "Time"                               | The Loco-llector                                   |
| 1995 | "Time"                               | Divers                                             |
| 1995 | "Stand Away"                         | Silent Crying                                      |
| 1995 | "Carry On"                           | Metal I                                            |
| 1995 | "Angels Cry" e "Streets of Tomorrow" | Angra/Eldritch                                     |
| 1996 | "Stand Away"                         | The Resurrection of True Metal Vol.1               |
| 1996 | "Carry On"                           | Sound of Eden vol. 1                               |
| 1996 | "Deep Blue"                          | Metal Ballads vol. I                               |
| 1996 | "The Shaman"                         | La Saga du Metal Vol. 7 - Melodiques Progressif    |
| 1996 | "Deep Blue"                          | La Saga du Metal Vol. 12 - Ballads CD              |
| 1996 | "Make Believe"                       | Silent Crying vol. II                              |
| 1996 | "Nothing to Say"                     | Temple of Power                                    |
| 1996 | "Fredom Call"                        | Oitente Noise                                      |
| 1997 | "Painkiller"                         | A Tribute to Judas Priest: Legends of Metal vol. 2 |
| 1998 | "Mistery Machine"                    | Identity Five                                      |
| 1998 | "Lisbon"                             | Planet Metal vol. 01                               |
| 1998 | "Wings of Reality"                   | Planet Metal vol. 07                               |
| 2001 | "Kashmir"                            | The Metal Zeppelin — The Music Remains The Same    |
| 2001 | "Heroes of Sand (versão acústica)"   | Planet Metal vol. 11                               |
| 2001 | "Rebirth"                            | Hearts of Metal                                    |